# Edgar af England
Edgar eller Eadgar 1. af England (ca. 942 – 8. juli 975) var den yngste søn at kong Edmund 1. af England. Edgar fik tilnavnet "Den fredsommelige", men var i virkeligheden en stærkere konge end hans ældre bror Edwy af England som han tog kongedømmerne Northumbria og Mercia fra i 958.
Edgar blev udråbt som konge nord for Thames i en sammenkomst af adelsmænd fra Mercia i 958, men officielt blev han først konge, da Edwy døde i oktober 959. Umiddelbart efter tilkaldte Edgar Dunstan (senere kanoniseret som Sankt Dunstan) fra hans eksil og udnævnte ham derefter til biskop af Worcester, så af London og til sidst til ærkebiskop af Canterbury. 
Anklagen, om at Dunstan til at begynde med nægtede at krone Edgar, fordi han ikke kunne lide dennes levevis, er en taktfuld reference til de populære fortællinger om Edgars elskerinde Wulfthryth, en nonne ved Wilton som fødte ham datteren Eadgyth i 961. Dunstan var alligevel politiker nok til uanset at fungere som Edgars rådgiver gennem hele hans tid på tronen.
Edgars regime var fredeligt, og det er sandsynligvis rigtigt at hævde, at det angelsaksiske kongedømme var på højden af sin magt og udvikling under ham.[kilde mangler] Selv om tidligere konger havde bidraget til at lægge grundmuren til "England", var det kong Edgar som konsoliderede det. I slutningen af Edgars regime var der små chancer for at det skulle splittes op i mindre dele ligesom under Edwy.
Klosterreformen som ændrede Englands udisciplinerede klostersamfund til samfund som fulgte Benedikts regel var på sit stærkeste under Dunstan, Aethelwold og Oswald. Imidlertid bliver både omfanget og vigtigheden af klosterbevægelsen fortsat debatteret blandt forskerne.
Edgar blev kronet ved Bath, men ikke før i 973. Den kongelig ceremoni var ikke planlagt som en indvielse, men som kulminationen af hans regime. Det var en politik som må have kræved en god del diplomati i forkant, planlagt af Dunstan selv og fejret med et hyldningsdigt i Angelsaksiske krønike. Digtet danner fortsat basis for nutidens britiske kroningsceremoni. Symbolværdien i kroningen var af højeste vigtighed: andre konger i Britannien kom og aflagde sine troskabseder til Edgar ved Chester kort tid efter. Seks konger i Britannien, inkluderet kongerne i Skotland og i Strathclyde, afgav løfter om at de ville være kongens vasaller til søs og til lands. Senere krønikeskrivere har fortalt om en række på otte konger som alle afgav sin troskabsed i en pram på floden Dee. Det er måske ikke rigtigt, men "underkastelsen ved Chester" synes at være i grove træk historisk korrekt.
Edgar døde den 8. juli 975 i Winchester og blev gravlagt i klosteret Glastonbury Abbey. Han havde flere børn deriblandt to sønner; den ældste hed Edward, født af hans første hustru Ethelfleda (som ikke må forveksles med Ethelfleda, mercianernes frue), og Ethelred, som blev født af hans anden hustru Elfrida. Edgar blev efterfulgt af sin ældste søn, kong Edward Martyren.
Fra Edgars død og til den normanniske erobring var der ikke et eneste tronskifte som ikke blev udfordret og bestridt. Edgars død blev dermed i realiteten begyndelsen på slutningen for det anglosaksiske England som i løbet af 1000-tallet blev udsat for tre vellykkede erobringer, to danske og en normannisk.